# Cuis
Cuis ist eine französische Gemeinde mit 368 Einwohnern (Stand: 1. Januar 2022) im Département Marne in der Region Grand Est. Sie gehört zum Arrondissement Épernay und zum Kanton Épernay-2. Die Einwohner werden Cuitats genannt.

## Geographie
Cuis liegt etwa 29 Kilometer südlich von Reims. Umgeben wird Cuis von den Nachbargemeinden Pierry im Norden und Nordwesten, Chouilly im Osten und Nordosten, Cramant im Südosten, Grauves im Süden, Mancy im Südwesten sowie Monthelon im Westen.

## Bevölkerungsentwicklung
| Jahr                       | 1962 | 1968 | 1975 | 1982 | 1990 | 1999 | 2006 | 2011 | 2018 |
| Einwohner                  | 429  | 418  | 468  | 437  | 448  | 433  | 388  | 409  | 378  |
| Quellen: Cassini und INSEE |      |      |      |      |      |      |      |      |      |

## Sehenswürdigkeiten
- Kirche Saint-Nicaise aus dem 12./13. Jahrhundert, Monument historique seit 1902

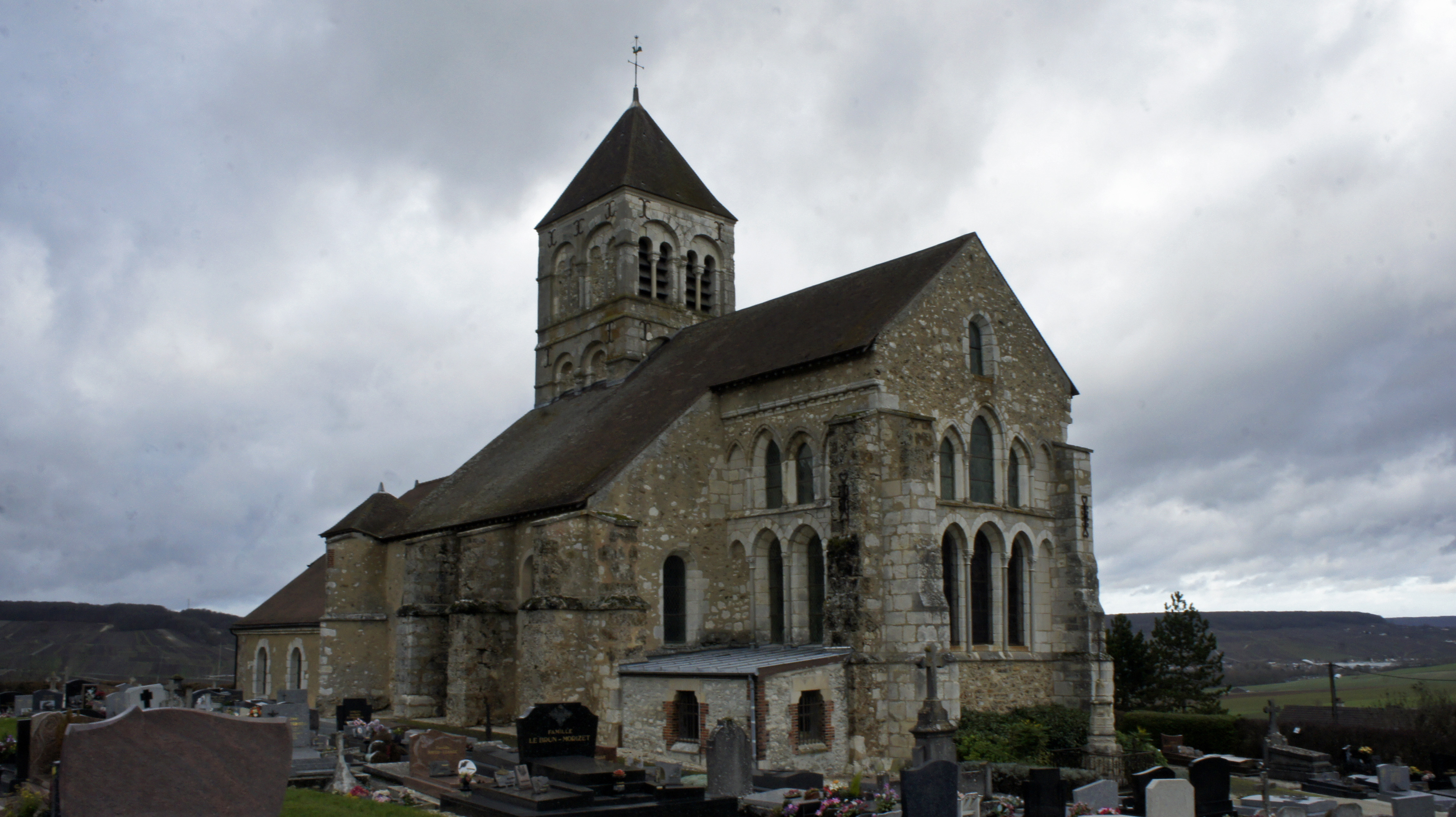
Kirche Saint-Nicaise

- Reste des Schlosses Favresse